# Marjana Timofejewna Spiwak

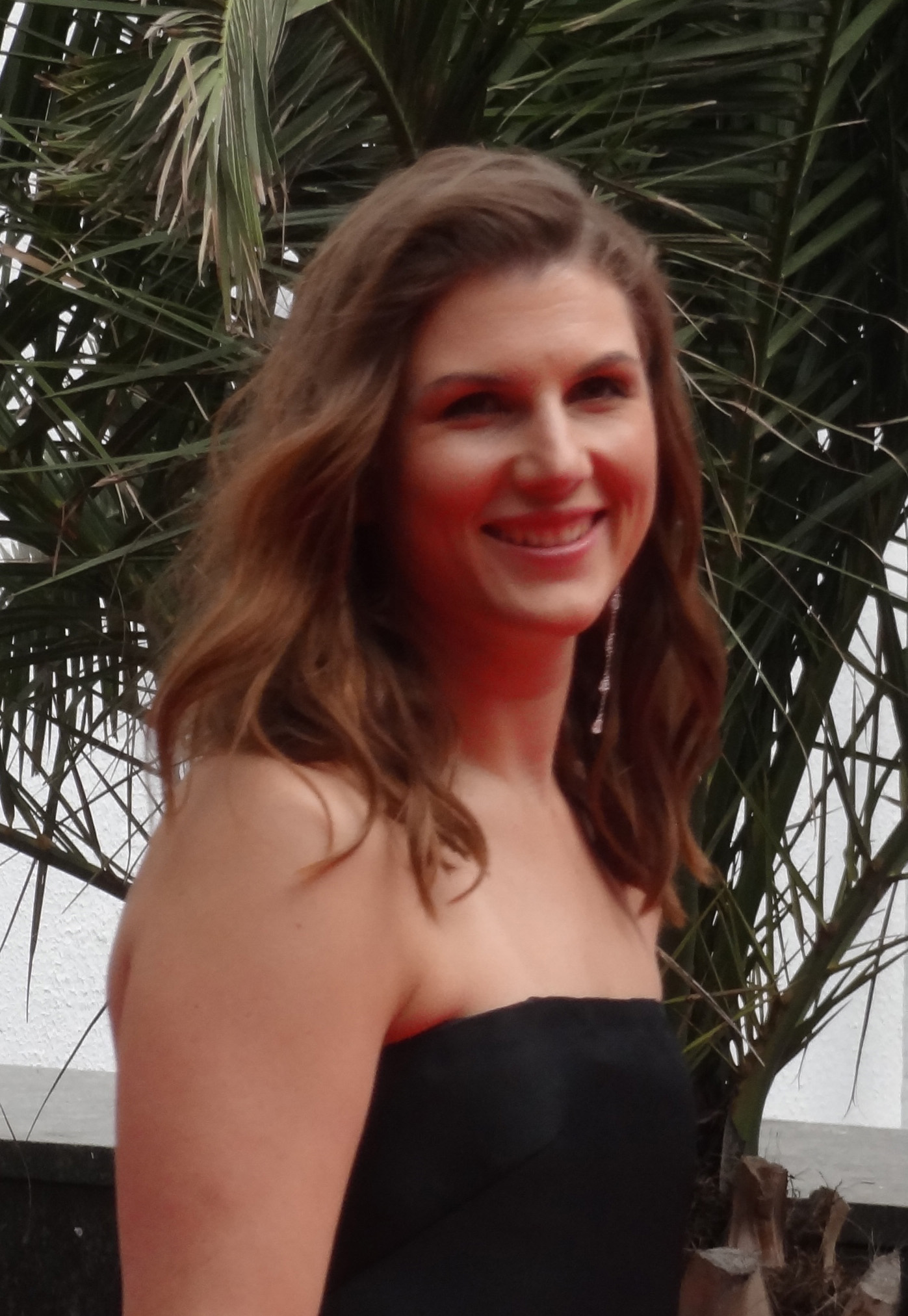
Marjana Spiwak (2017)

Marjana Timofejewna Spiwak (russisch Марьяна Тимофеевна Спивак; * 23. März 1985) ist eine russische Schauspielerin.

## Biografie
Ihre Großmutter mütterlicherseits Schanna Prochorenko (1940–2011) war eine berühmte sowjetische Filmschauspielerin, ihr Großvater Jewgeni Iwanowitsch Wassiljew (1927–2007) der Regisseur des Films Farewell to Slavyanka. Im Jahr 2002 trat Marjana in das Schulstudio des Moskauer Kunsttheaters in der Werkstatt von Igor Jakowlewitsch Solotowizki  und Sergei Semzow ein. Während ihres Studiums trat sie in Schulproduktionen auf: Hamlet (Gertrude), Der namenlose Stern (Mona), Maiennacht, oder die ertrunkene Frau (Hannah), Drei Schwestern (Natascha), Trenne dich nicht von denen, die du liebst (Katja, Koslowa, Alfjorowa).
Im Jahr 2006 schloss Marjana die Studioschule mit Auszeichnung ab und wurde in die Truppe des Satirikon-Theaters „A. Raikin“ aufgenommen. Im selben Jahr wurde sie als Assistentin in der Schauspielkunst zum Kurs von I. J. Solotowizki eingeladen.

## Filmographie

### Film
- 1991: Until the thunder breaks out
- 2001:	Woe misfortune
- 2014:	Space Dogs: Adventure to the Moon
- 2017:	Loveless
- 2019:	Yesterday
- 2019:	Baba Yaga: Terror of the Dark Forest

### Fernsehen
- 2004: Twins
- 2008: Glukhar
- 2010: Bullet-fool 4
- 2010–2015: Kumi-Kumi
- 2013: Syn ottsa narodov
- 2014: Wiseacre
- 2016: Partner
- 2018: Wongozero
- 2018: Code
- 2018: Büro der Legenden
- 2020: Vongozero – Flucht zum See